# Joel David Moore
Joel David Moore (Portland (Oregon), 25 september 1977) is een Amerikaanse acteur en regisseur.
Moore is geboren en getogen in Portland. Hij studeerde acteren aan de universiteit voordat hij naar Los Angeles verhuisde om een filmcarrière na te streven. Zijn eerste grote rol was die van Owen Dittman in de filmkomedie DodgeBall: A True Underdog Story uit 2004. In 2009 werd hij gecast als Dr. Norm Spellman in James Cameron's Avatar (2009), een rol die hij hernam voor de sequel Avatar: The Way of Water (2022). In de zomer vn 2025 werkte hij als producent mee aan de bioscoopfilm Bride Hard.